# 警察庁次長
警察庁次長（けいさつちょうじちょう）は、警察庁の次長たる警察官である。

## 地位
警察庁長官を補佐する職として置かれている。階級は警視監。俸給は指定職6号俸で、これは一部の外局の長官などと同等である。
階級と給与面でみると、警視監の階級にある警察官をもって充てる指定職6号俸の職であることから、指定職7号俸の警視総監より下位であるが、警視総監の権限は警視庁（東京都）のみに限定されているのに対して、警察庁次長の権限は警視総監を含めた全国の警察に及ぶ。何らかの理由で長官が不在であれば、次長が長官の代理として命令を出すこともあり、その命令を東京都の警察責任者である警視総監が受ける場合もある。このため、警察庁次長は警視総監に対して「階級は下だが、権限は上」と見なすこともでき、警視監の階級においては警察組織全体において序列1位である。
上記のような事情もあって、人事の実務上、警察庁次長は次の警察庁長官となるべき者のポストとして運用されると共に、現職の警視総監よりも入庁年度が1年ないし数年早い者を充てることが通例とされている。これにより、警察庁次長が警察庁長官に昇格した際に、警視総監との地位の上下関係が正常に戻る。

## 歴代警察庁次長
| 代 | 氏名         | 在任期間                       | 前職                     | 後職                     |
| -- | ------------ | ------------------------------ | ------------------------ | ------------------------ |
| 1  | 谷口寛       | 1954年7月1日 - 1954年8月24日   | 国家地方警察本部次長     | 内閣官房副長官           |
| 2  | 石井栄三     | 1954年8月27日 - 1955年7月1日   | 警察庁警務部長           | 警察庁長官               |
| 3  | 柏村信雄     | 1955年7月1日 - 1958年8月29日   | 警察庁警務部長           | 警察庁長官               |
| 4  | 荻野隆司     | 1958年8月29日 - 1962年5月8日   | 警察庁警務局長           | 辞職                     |
| 5  | 江口俊男     | 1962年5月8日 - 1963年5月10日   | 警察庁警務局長           | 警察庁長官               |
| 6  | 新井裕       | 1963年5月10日 - 1965年5月19日  | 警察庁警務局長           | 警察庁長官               |
| 7  | 後藤田正晴   | 1965年5月19日 - 1969年8月12日  | 警察庁警務局長           | 警察庁長官               |
| 8  | 高橋幹夫     | 1969年8月12日 - 1972年6月24日  | 警察庁警務局長           | 警察庁長官               |
| 9  | 浅沼清太郎   | 1972年6月24日 - 1974年10月9日  | 警察庁警務局長           | 警察庁長官               |
| 10 | 土田國保     | 1974年10月9日 - 1975年2月1日   | 警察庁警務局長           | 警視総監                 |
| 11 | 山本鎮彦     | 1975年2月1日 - 1978年6月1日    | 警察庁警備局長           | 警察庁長官               |
| 12 | 三井脩       | 1978年6月1日 - 1981年6月2日    | 警察庁警備局長           | 警察庁長官               |
| 13 | 下稲葉耕吉   | 1981年6月2日 - 1982年5月20日   | 警察庁警務局長           | 警視総監                 |
| 14 | 鈴木貞敏     | 1982年5月20日 - 1984年9月25日  | 警察庁警務局長           | 警察庁長官               |
| 15 | 山田英雄     | 1984年9月26日 - 1985年8月27日  | 警察庁警備局長           | 警察庁長官               |
| 16 | 鎌倉節       | 1985年8月27日 - 1985年10月9日  | 警察庁警務局長           | 警視総監                 |
| 17 | 金澤昭雄     | 1985年10月9日 - 1988年1月22日  | 警察庁刑事局長           | 警察庁長官               |
| 18 | 鈴木良一     | 1988年1月22日 - 1990年12月7日  | 大阪府警察本部長         | 警察庁長官               |
| 19 | 仁平圀雄     | 1990年12月7日 - 1990年12月18日 | 警察庁警務局長           | 警視総監                 |
| -  | （鈴木良一） | 1990年12月18日 - 1991年1月11日 | （警察庁長官が事務取扱） | （警察庁長官が事務取扱） |
| 20 | 城内康光     | 1991年1月11日 - 1992年9月18日  | 警察庁警務局長           | 警察庁長官               |
| 21 | 吉野準       | 1992年9月18日 - 1993年9月10日  | 警察庁警備局長           | 警視総監                 |
| 22 | 國松孝次     | 1993年9月10日 - 1994年7月12日  | 警察庁刑事局長           | 警察庁長官               |
| 23 | 井上幸彦     | 1994年7月12日 - 1994年9月9日   | 警察庁長官官房長         | 警視総監                 |
| 24 | 関口祐弘     | 1994年9月9日 - 1997年3月31日   | 警察庁長官官房長         | 警察庁長官               |
| 25 | 田中節夫     | 1997年3月31日 - 2000年1月11日  | 警察庁交通局長           | 警察庁長官               |
| 26 | 佐藤英彦     | 2000年1月11日 - 2002年8月2日   | 大阪府警察本部長         | 警察庁長官               |
| 27 | 漆間巌       | 2002年8月2日 - 2004年8月13日   | 警察庁警備局長           | 警察庁長官               |
| 28 | 吉村博人     | 2004年8月13日 - 2007年8月16日  | 警察庁長官官房長         | 警察庁長官               |
| 29 | 安藤隆春     | 2007年8月16日 - 2009年6月26日  | 警察庁長官官房長         | 警察庁長官               |
| 30 | 片桐裕       | 2009年6月26日 - 2011年10月17日 | 警察庁長官官房長         | 警察庁長官               |
| 31 | 米田壮       | 2011年10月17日 - 2013年1月25日 | 警察庁長官官房長         | 警察庁長官               |
| 32 | 金髙雅仁     | 2013年1月25日 - 2015年1月23日  | 警察庁長官官房長         | 警察庁長官               |
| 33 | 坂口正芳     | 2015年1月23日 - 2016年8月10日  | 警察庁長官官房長         | 警察庁長官               |
| 34 | 栗生俊一     | 2016年8月10日 - 2018年1月18日  | 警察庁長官官房長         | 警察庁長官               |
| 35 | 三浦正充     | 2018年1月18日 - 2018年9月14日  | 警察庁長官官房長         | 警視総監                 |
| 36 | 松本光弘     | 2018年9月14日 - 2020年1月17日  | 警察庁長官官房長         | 警察庁長官               |
| 37 | 中村格       | 2020年1月17日 - 2021年9月22日  | 警察庁長官官房長         | 警察庁長官               |
| 38 | 露木康浩     | 2021年9月22日 - 2022年8月30日  | 警察庁長官官房長         | 警察庁長官               |
| 39 | 緒方禎己     | 2022年8月30日 - 2024年1月26日  | 警察庁生活安全局長       | 警視総監                 |
| 40 | 楠芳伸       | 2024年1月26日 - 2025年1月27日  | 警察庁長官官房長         | 警察庁長官               |
| 41 | 太刀川浩一   | 2025年1月27日 - 現職           | 警察庁長官官房長         |                          |